# Wojciech Muzyk
Wojciech Muzyk (ur. 7 listopada 1998 w Suwałkach) – polski piłkarz, występujący na pozycji bramkarza w Czarnych Olecko, MKS Ełk, Olimpii Grudziądz, Legii Warszawa, Siarce Tarnobrzeg, Stali Stalowa Wola i Hutniku Warszawa.
Obecnie trener bramkarzy w Błoniance Błonie.

## Kariera klubowa

### Wczesna kariera
Wychowanek Czarnych Olecko. Na wczesnym etapie kariery reprezentował też Mazura Ełk i Olimpię Grudziądz.

### Legia Warszawa
Został piłkarzem Legii Warszawa w czerwcu 2019. W klubie występował głównie w trzecioligowych rezerwach, zaliczył również jeden ligowy mecz w pierwszej drużynie – 4 lipca 2020 w przegranym 1:2 spotkaniu przeciwko Lechowi Poznań. W sezonie 2019/2020 zdobył z Legią mistrzostwo Polski.
W listopadzie 2020 poinformowano o problemach zdrowotnych sportowca, przez które przeszedł zabieg operacji kręgosłupa. Do treningów wrócił na początku 2021 roku. W czerwcu 2022 przebywał na testach w Zagłębiu Sosnowiec.

### Siarka Tarnobrzeg
14 października 2022 Muzyk został piłkarzem występującej w II lidze drużyny Siarka Tarnobrzeg. Zadebiutował dzień później, w wygranym 2:1 ligowym spotkaniu przeciwko Pogoni Siedlce, broniąc rzut karny w 81. minucie meczu. W sezonie 2022/2023 wystąpił w 18 meczach Siarki. Sezon zakończył się dla niego spadkiem do III ligi, gr. IV.

### Stal Stalowa Wola
Jesienią sezonu 2023/2024 pozostawał wolnym zawodnikiem, a 29 stycznia 2024 podpisał kontrakt z beniaminkiem II ligi Stalą Stalowa Wola. Zadebiutował 17 marca 2024 pod nieobecność pierwszego bramkarza Mikołaja Smyłka, przegranym 0:1 domowym meczem z KKS Kalisz. Trzy dni później wystąpił jeszcze w zremisowanym 2:2 meczu przeciwko Wiśle Puławy. Na tym zakończyła się jego przygoda w Stalowej Woli, po zakończonym sezonie jego umowa nie została przedłużona.

### Hutnik Warszawa
15 lipca 2024 został zawodnikiem występującego w IV lidze Hutnika Warszawa.

## Sukcesy

### Legia Warszawa
- Mistrzostwo Polski: 2019/2020[4]